# Jennie-Lee Burmansson
Jennie-Lee Burmansson (12 juli 2002) is een Zweedse freestyleskiester. Ze vertegenwoordigde haar vaderland op de Olympische Winterspelen 2018 in Pyeongchang.

## Carrière
Bij haar wereldbekerdebuut, op 27 augustus 2017, stond Burmannsson met een derde plaats direct op het podium. Op 26 november 2017 boekte de Zweedse in Stubai, in haar tweede wereldbekerwedstrijd, haar eerste wereldbekerzege. Tijdens de Olympische Winterspelen van 2018 in Pyeongchang eindigde ze als achtste op het onderdeel slopestyle. In het seizoen 2017/2018 won Burmansson de wereldbeker slopestyle.

## Resultaten

### Olympische Winterspelen
| Jaar | Plaats      | Resultaten    |
| ---- | ----------- | ------------- |
| 2018 | Pyeongchang | 8e Slopestyle |

### Wereldbeker
Eindklasseringen
| Seizoen   | Algm  | SS   |
| --------- | ----- | ---- |
| 2017/2018 | Brons | Goud |
| 2019/2020 | 96e   | 18e  |

Wereldbekerzeges
| Datum            | Plaats | Onderdeel  |
| ---------------- | ------ | ---------- |
| 26 november 2017 | Stubai | Slopestyle |